# Jessica Monroe
Jessica Monroe,  nekdanja kanadska veslačica, * 31. maj 1966, Palo Alto.
Na Polentih olimpijskih igrah 1992 v Barceloni je nastopila v dveh kanadskih čolnih, v osmercu in četvercu brez krmarja. V obeh disciplinah je Kanada osvojila zlato. Na naslednjih Olimpijskih igrah v Atlanti je z osmercem osvojila srebro.